# Stefan Oster
Stefan Oster (Amberg, 3 giugno 1965) è un vescovo cattolico tedesco, dal 4 aprile 2014 vescovo di Passavia.

## Biografia
Il 24 giugno 2001 è stato ordinato presbitero dal vescovo Viktor Josef Dammertz.

### Ministero episcopale
Il 4 aprile 2014 papa Francesco lo ha nominato vescovo di Passavia; succede a Wilhelm Schraml, precedentemente dimessosi per raggiunti limiti di età. Il successivo 24 maggio ha ricevuto l'ordinazione episcopale, nella cattedrale di Passavia, dal cardinale Reinhard Marx, arcivescovo metropolita di Monaco e Frisinga, co-consacranti il vescovo Wilhelm Schraml, suo predecessore, e Alois Kothgasser, arcivescovo emerito di Salisburgo. Durante la stessa celebrazione ha preso possesso della diocesi.

## Genealogia episcopale
La genealogia episcopale è:
- Cardinale Scipione Rebiba
- Cardinale Giulio Antonio Santori
- Cardinale Girolamo Bernerio, O.P.
- Arcivescovo Galeazzo Sanvitale
- Cardinale Ludovico Ludovisi
- Cardinale Luigi Caetani
- Cardinale Ulderico Carpegna
- Cardinale Paluzzo Paluzzi Altieri degli Albertoni
- Papa Benedetto XIII
- Papa Benedetto XIV
- Papa Clemente XIII
- Cardinale Marcantonio Colonna
- Cardinale Giacinto Sigismondo Gerdil, B.
- Cardinale Giulio Maria della Somaglia
- Cardinale Carlo Odescalchi, S.I.
- Vescovo Eugène de Mazenod, O.M.I.
- Cardinale Joseph Hippolyte Guibert, O.M.I.
- Cardinale François-Marie-Benjamin Richard
- Cardinale Pietro Gasparri
- Arcivescovo Cesare Orsenigo
- Cardinale Lorenz Jäger
- Cardinale Johannes Joachim Degenhardt
- Cardinale Reinhard Marx
- Vescovo Stefan Oster, S.D.B.